# Cerro Tatitocollo
Cerro Tatitocollo är ett berg i Bolivia.   Det ligger i departementet La Paz, i den västra delen av landet, 500 km väster om huvudstaden Sucre. Toppen på Cerro Tatitocollo är 4 280 meter över havet, eller 165 meter över den omgivande terrängen. Bredden vid basen är 2,0 km.
Terrängen runt Cerro Tatitocollo är huvudsakligen kuperad, men söderut är den platt. Runt Cerro Tatitocollo är det mycket glesbefolkat, med 4 invånare per kvadratkilometer.. 
Omgivningarna runt Cerro Tatitocollo är i huvudsak ett öppet busklandskap.